# Hughson
Hughson, fundada en 1972, es una ciudad ubicada en el condado de Stanislaus en el estado estadounidense de California. En el año 2000 tenía una población de 6,127 habitantes y una densidad poblacional de 1,372.4 personas por km².

## Geografía
Hughson se encuentra ubicada en las coordenadas 37°36′11″N 120°52′1″O / 37.60306, -120.86694. Según la Oficina del Censo, la ciudad tiene un área total de 2,9 km² (1,1 mi²), de la cual 2,9 km² (1,1 mi²) es tierra y 0 km² (0 mi²) (0%) es agua.

## Demografía
Según la Oficina del Censo en 2000 los ingresos medios por hogar en la localidad eran de $40,385, y los ingresos medios por familia eran $46,325. Los hombres tenían unos ingresos medios de $36,991 frente a los $25,521 para las mujeres. La renta per cápita para la localidad era de $13,636. Alrededor del 19.1% de la población estaban por debajo del umbral de pobreza.